# Novoiulivka, Sofiivka
Novoiulivka (în ucraineană Новоюлівка) este localitatea de reședință a comunei Novoiulivka din raionul Sofiivka, regiunea Dnipropetrovsk, Ucraina.

## Demografie
Componența lingvistică a localității Novoiulivka
     Ucraineană (97,66%)
     Rusă (1,36%)
Conform recensământului din 2001, majoritatea populației localității Novoiulivka era vorbitoare de ucraineană (97,66%), existând în minoritate și vorbitori de rusă (1,36%).